# Gyttja

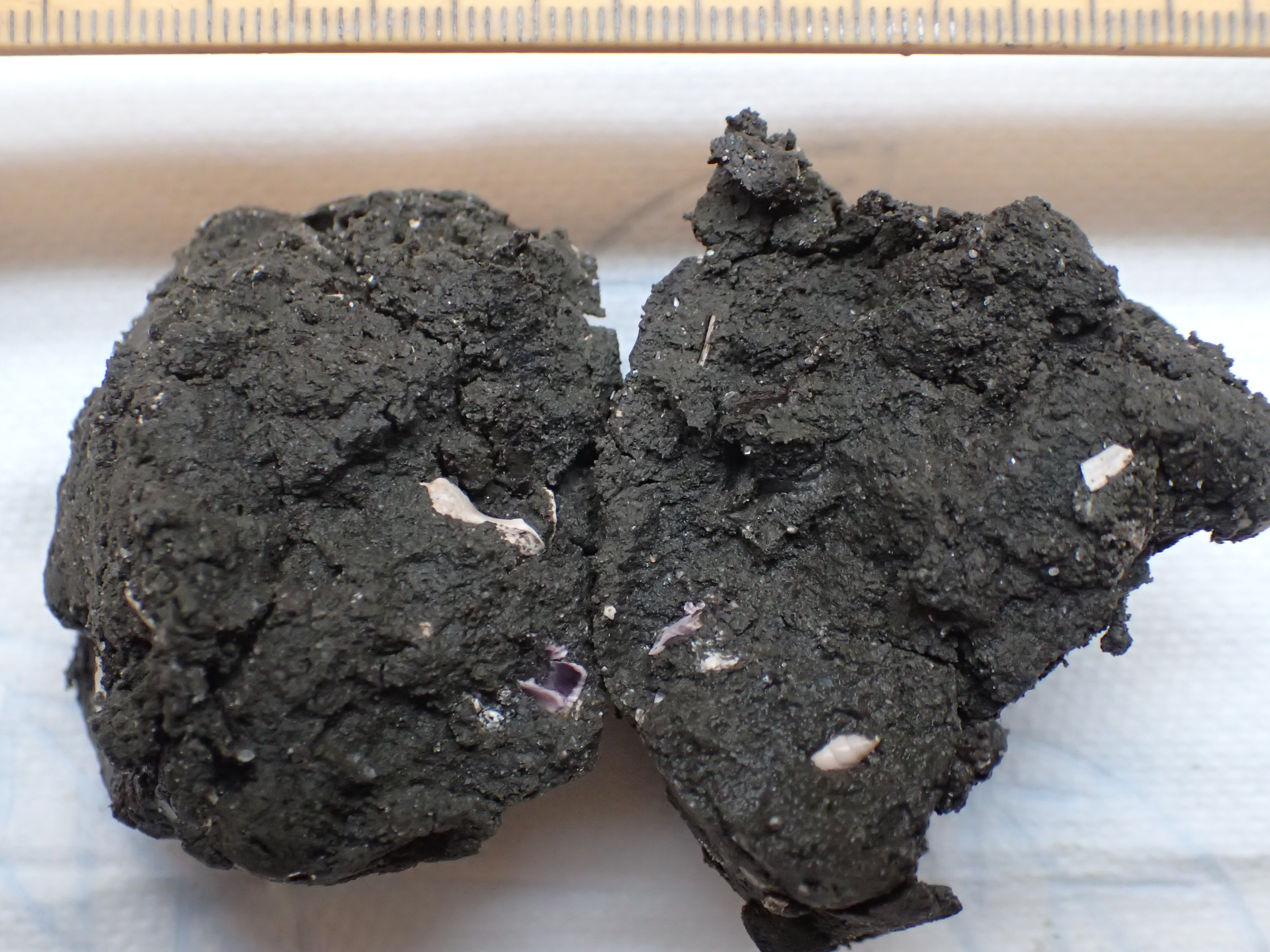
Gyttja de l'avant-pays marin de Tengslemark à Odsherred, Danemark

La gyttja (parfois appelée gytta, d'après le mot suédois gyttja, prononcé "guitya") est une boue formée par la décomposition partielle de la tourbe. Elle a un aspect noir et une consistance gélatineuse. La digestion aérobie de la tourbe par les bactéries forme de l'acide humique et réduit la tourbe dans le premier mètre de couche tourbeuse oxygénée (généralement les 50 premiers cm). Comme la tourbe est enterrée sous de la tourbe fraîche ou du sol frais, l'oxygène est réduit, souvent par infiltration d'eau, et dans un deuxième temps une dégradation anaérobie de microorganismes peut produire de la gyttja. Elle est ensuite drainée petit à petit jusqu'au fond de la couche de tourbe. Elle se concentre au fond de la colonne de tourbe, à environ 10 m sous la surface ou moins si elle est stoppée par un sol ou une tourbe plus compacte, une roche mère ou encore du permafrost par exemple. La gyttja s'accumule tant que de la matière fraîche est ajoutée à la surface de la colonne tourbeuse et que les conditions sont propices à une dégradation anaérobie de la tourbe. La gyttja peut former des couches homogènes distinctes indiquant des changements environnementaux au cours des temps géologiques, de la même façon qu'on le voit avec les roches sédimentaires. La gyttja fait partie de la tourbe qui forme du charbon, mais elle doit être enterrée à plusieurs milliers de mètres de profondeur pour que la houillification ait lieu car elle doit avoir une certaine température afin de chasser l'eau qu'elle contient.